# Galería Nacional de Finlandia

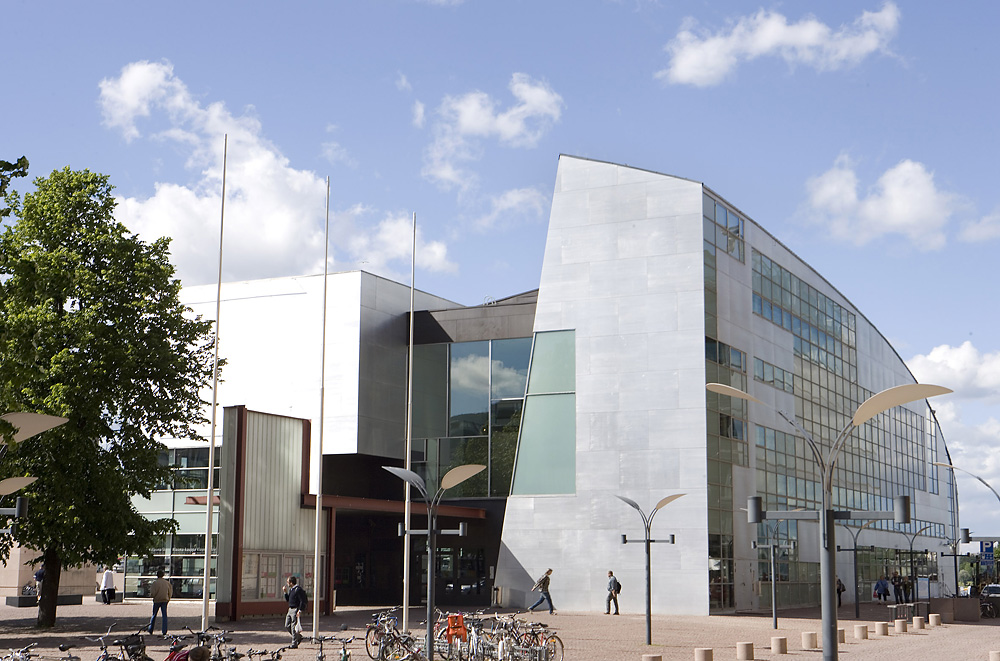
Museo de arte contemporáneo de Kiasma.

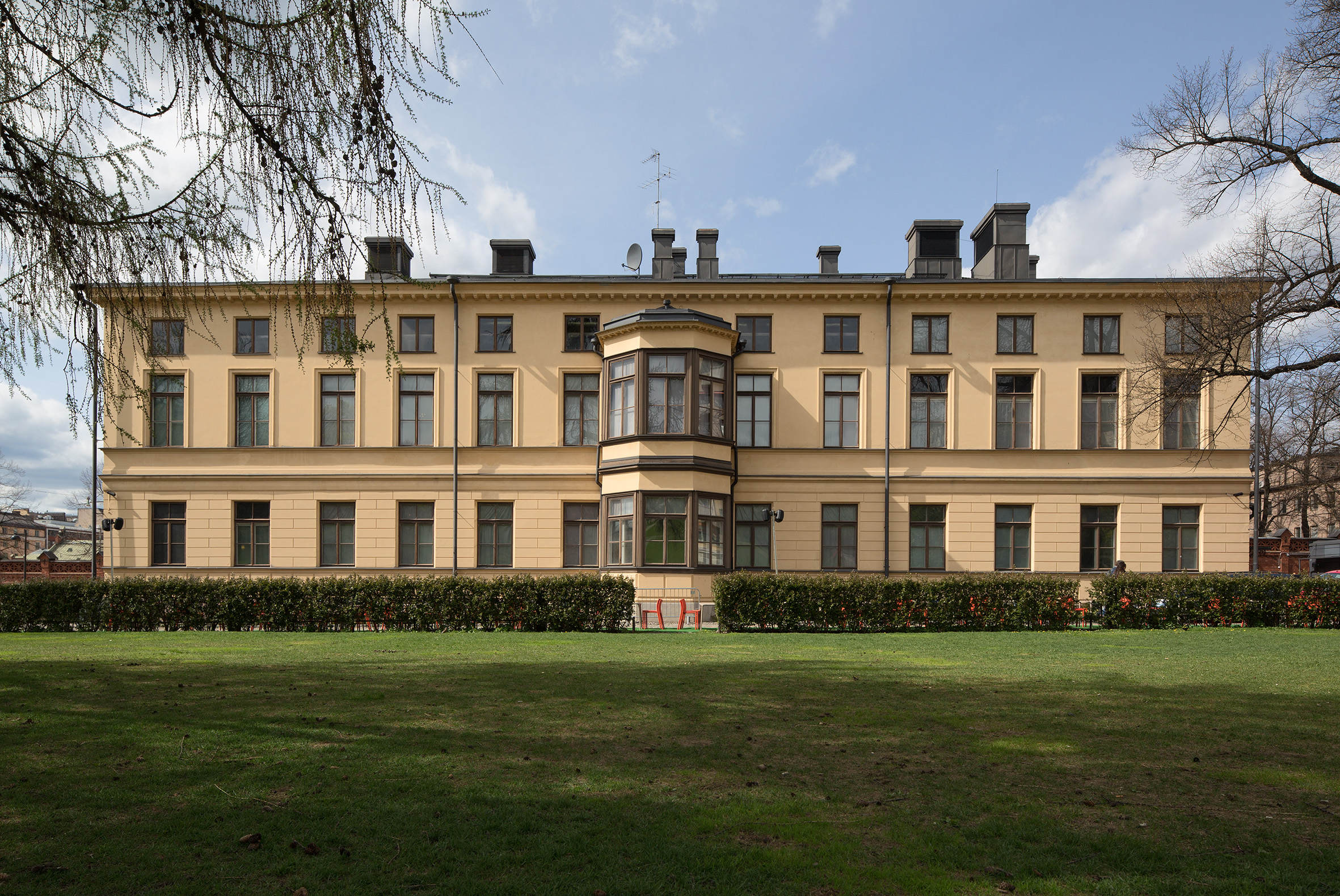
Museo de arte Sinebrychoffin

La Galería Nacional de Finlandia (finlandés: Suomen Kansallisgalleria, sueco: Finlands Nationalgalleri) es la principal institución y museo de arte de Finlandia, que trabaja para fortalecer el patrimonio cultural y la promoción de la educación artística. Está compuesto por un complejo de tres museos de arte en Helsinki, que incluye el Museo de Arte Ateneum, el Museo de Arte Contemporáneo de Kiasma y el Museo de Arte Sinebrychoff.
La Galería Nacional es una fundación pública independiente, con la misión de cuidar y mantener la colección y las exposiciones, así como participar en actividades de investigación y en el desarrollo del sector de los museos. La colección de la Galería Nacional se compone de obras de arte, materiales y objetos de los archivos.

## Colecciones
El museo de arte Sinebrychoff tiene pinturas de los pintores extranjeros Giovanni Boccati, Giovanni Castiglioni, Govaert Flinck, Rembrandt, Jan Cocinar, Jan Van Goyen, Carl Wilhelm de Hamilton, Lucas Cranach el Viejo, Jurgen Hornos, Frans Wouters, Hieronymous Francken II, Joshua Reynolds, Antoine Watteau, François Boucher, Carl Von Breda, Alexander Roslin, y Jacob Björck. Tiene una colección considerable de miniaturas suecas. 
El Ateneum es un museo de arte predominantemente finlandés, con cuadros de reconocidos pintores finlandeses como Albert Edelfelt, Eero Järnefelt, Helene Scherfbeck, Pekka Hallönen, Hugo Simberg, Akseli Gallen-Kallela, y Fanny Churberg.
La Galería Nacional de Finlandia posee el 80 de los 82 grabados al aguafuerte que componen la serie Los desastres de la guerra, realizados por Francisco de Goya entre 1810 y 1814, durante la Guerra de la Independencia contra las tropas francesas. Las láminas fueron donadas en 1901 por un coleccionista privado y se hicieron después de la muerte de Goya a partir de las planchas originales.